# خرجگیل
خرجگیل، دهستانی از توابع بخش اسالم شهرستان طوالش در استان گیلان ایران است.
دهستان خرجگیل بزرگ ترین روستای تالش و یکی از  گردشگر پذیر ترین مناطق تالش میباشد که ب دلیل موقعیتش(جاده اسالم ب خلخال) و رودخانه ناورود شهرت یافته است

## جمعیت
این دهستان قرار دارد و براساس سرشماری مرکز آمار ایران در سال ۱۳۸۵، جمعیت آن ۹۸۰۰ نفر  بوده‌است.
اما نرخ رشد جمعیت روستا بالا بوده و آمار واقعی بسیار بیشتر از آمار منتشر شده میباشد

## معنی اسم
خرچه نوعی گیاه است که در مناطق جلگه ای و داخل مزارع برنج به وفور یافت میشود و گیل به معنی گل می‌باشد. خرچه گیل به معنی خاک خرچه رو است. معنی دیگری که به آن نسبت میدهند از اسم یک زن به نام خججه (خدیجه) گرفته شده‌است که گویا در این مکان مفقودشده است و گین (gin) به معنی گم شدن می‌باشد.

## موقعیت محلی
خرجگیل دهستانی کوهپایه ایست که از شمال و جنوب با رشته کوه هایی پوشیده از جنگل های هیرکانی احاطه شده است و در امتداد رودخانه ناورود کشیده شده است
محدوده دهستان خرجگیل از شرق ابتدای جاده اسالم ب خلخال و از غرب به روستای لاکتاشون می‌رسد
در تقسیمات کشوری ییلاقات چوعه ژیه اسب وونی ومتش  تا الماس نیز زیر نظر این دهستان هستند
نقطه اتصال این روستا به شهر اسالم منطقه سه راه خلخال میباشد

## مردم
زبان غالب مردم این دهستان تالشی مرکزی میباشد.بیشه غالب مردم این روستا کشاورزی دامپروری ،امور فنی و ساختمانی نظیر (کچکاری ،کاشی‌کاری ، سنگ‌کاری،نجاری) بوده و از سطح زندگی متوسط برخوردار می‌باشند.در کنار این ها ب دلیل پشتکار و درستکاری نسبت داده شده به مردم این روستا،در استخدام های دولتی و خصوصی جزو اولویت ها می‌باشند.
در سال های اخیر ب دلیل شهرت روز افزون جاده اسالم ب خلخال این روستا شاهد ورود گردشگران بیشماریست که بالطبع باعث شده شغل های جانبی زیادی در این روستا شکل بگیره .مانند؛ اجاره سوئیت های مسکونی فروش نان محلی لباس و صنایع دستی.
مجموع این دلایل ب علاوه جهش جمعیتی بالای این روستا باعث شده شاهد افزایش چشمگیر سوپر مارکت ها و فروشگاه های زنجیره ای باشگاه های ورزشی و کافی‌شاپ‌ها بوتیک ها و فروشگاه های لوازم خانگی باشیم،همچنین این روستا دارای دو پست بانک، هشت مسجد دو قبرستان چهار دبستان ابتدایی و دو دبیرستان دوره اول میباشد
با این وجود این روستای نیازمند توسعه، به حمایت های دولتی در بخش راه‌سازی،توریست و محیط زیست و نوسازی زیرساخت ها نیاز دارد تا از یک روستای درحال توسعه ب دست مردم به روستایی تماما توریستی و سازمان دهی شده تبدیل شود.باشد که شاهد کاهش مهاجرت جوانان جویای کار به شهر های صنعتی برای اشتغال‌ باشیم  ویرایش توسط  ناصر پورموسی ناو دکترای شیمی کاربردی ساکن کشاورز محله وچخره محله

## دین
مردم این منطقه مسلمان سنی هستند